# Bernard Rieux
Doktor Bernard Rieux – główny bohater powieści Alberta Camusa pt. Dżuma.

## Streszczenie fabuły
Rieux jest lekarzem w dotkniętym dżumą mieście Oran, gdzie pracuje w szpitalu. Gdy wybucha epidemia, doktor Rieux postanawia z nią walczyć i trwa w swym postanowieniu mimo beznadziejności sytuacji i pozornego bezsensu tej walki. Prowadzi kronikę przebiegu dżumy w mieście. Camus w osobie Bernarda Rieux umieszcza archetyp człowieka niegodzącego się na bezsensowną śmierć, który mimo beznadziejności swej walki, mimo wyczerpania i powszechnego zobojętnienia, walczy do końca. Postać doktora Rieux udowadnia tezę, że brak wiary w Boga nie neguje chęci pomocy innym i może być motywacją do podjęcia prób ratowania chorych.
Bernard Rieux jest przykładem osoby walczącej do końca, nie poddającej się, co ukazuje m.in. jego walka o bycie lekarzem. Wywodzi się on z rodziny klasy robotniczej, bardzo biednej. Postanowił zostać lekarzem, bo dla kogoś jego pokroju to było bardzo trudne do osiągnięcia. Rieux jako pierwszy zauważa w Oranie martwe szczury i jako pierwszy wraz z doktorem Castelem rozpoznaje chorobę rozprzestrzeniającą się w mieście. Z początku jest postrzegany przez mieszkańców jak bohater, z czasem zostaje znienawidzony – często przychodził z policją do domów ludzi, by zabierać chorych do szpitala, co dla rodzin oznaczało, że zarażonego krewnego już nie zobaczą.
Bernard przechodzi zmianę w trakcie epidemii – uodparnia się na widok śmierci ludzi, co pozwala mu znieść stratę żony, która zmarła w trakcie leczenia w sanatorium oddalonym setki kilometrów od Oranu. Poza tym z rodziny Bernarda żyje jeszcze jego matka.

## Analiza
Surawicz i Jacobson przedstawili analizę tej postaci jako jednego z klasycznych stereotypów „doktora-idealisty”.
W ekranizacji powieści z 1992 roku rolę Bernarda Rieux zagrał William Hurt.
Rieux stał się inspiracją dla życia i kariery francuskiego doktora Réjeana Thomasa, a także fikcyjnej postaci doktor Jeanne Dion, bohaterki trylogii filmów reżysera Bernarda Émonda.